# Sergej Rachmaninov
Sergej Vasiljevitsj Rachmaninov (Russisch: Серге́й Васи́льевич Рахма́нинов; zelf schreef hij Sergei Rachmaninoff) (Novgorod, 1 april 1873 – Beverly Hills, 28 maart 1943) was een Russisch componist, pianist, dirigent en muziekpedagoog. Hij geldt als een van de belangrijkste pianisten van de 20e eeuw en was als componist voortzetter van de Russische romantiek. Tot zijn bekende werken behoren het tweede en derde pianoconcert, de prelude in cis mineur uit Morceaux de Fantaisie, zijn tweede symfonie en Rapsodie op een thema van Paganini.

## Levensloop
Sergej Rachmaninov werd geboren op het landgoed Semyonovo in de oblast Novgorod. Muzikaal talent werd bij Rachmaninov reeds vroeg ontdekt. Zijn oudere neef Aleksandr Ziloti, zelf een pianovirtuoos, introduceerde de twaalfjarige Rachmaninov bij Nikolaj Zverev, een conservatoriumdocent die begaafde jongelingen tot pupil nam om ze voor te bereiden op het conservatorium. Na vier jaar werd Rachmaninov toegelaten tot het conservatorium van Moskou. Hij studeerde piano bij Aleksandr Ziloti, contrapunt bij Sergej Tanejev (zijn favoriete docent) en compositie bij Anton Arenski (waar Aleksandr Skrjabin een medestudent was). Tijdens zijn conservatoriumtijd componeerde Rachmaninov zijn eerste pianoconcert (1891). Dit werk staat bekend als opus 1. In 1892 studeerde hij – een jaar eerder dan de gemiddelde student – af, waarbij hij de prestigieuze gouden medaille uitgereikt kreeg. In de geschiedenis van het conservatorium gingen slechts twee studenten hem voor. In hetzelfde jaar ontstond de beroemde prélude in cis (op. 3 nr. 2, "Klokken van Moskou"), uit de aan Arenski opgedragen reeks pianowerken Morceaux de Fantaisie, op. 3. In dat jaar maakte hij ook zijn eerste grote tournee door Rusland.

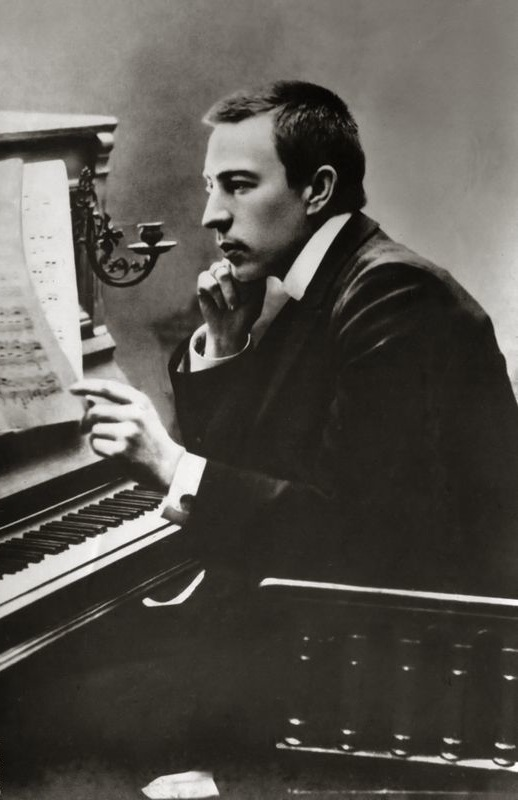
Rachmaninov aan de piano in zijn studententijd (1900).

In 1893 werd hij docent piano aan het Mariinski-Instituut te Sint-Petersburg, waar hij van 1897 tot 1898 tevens hoofd van de opera-afdeling was. Gedurende zijn aanstelling daar was Rachmaninov (in 1895) begonnen aan zijn eerste symfonie, in de hoop dat die hem nog meer succes zou brengen. De symfonie kreeg echter na de eerste uitvoering in 1897 een vernietigende kritiek, vermoedelijk als gevolg van een slechte uitvoering; volgens Natalya Rachmaninov (de vrouw van de componist) zou de dirigent, Aleksandr Glazoenov, dronken zijn geweest. Rachmaninov raakte depressief en weigerde het werk onder betere omstandigheden te laten uitvoeren. Het is gedurende zijn leven nooit meer gespeeld. Het fiasco had zijn creativiteit verlamd, en hij componeerde weinig. Gelukkig kreeg hij een baan als tweede dirigent aangeboden door mecenas Mamontov, eigenaar/exploitant naar het naar hem vernoemde theater. In die functie leerde Rachmaninov de fijne kneepjes van het dirigeren. In die periode had hij een begin gemaakt aan een tweede pianoconcert, maar was niet in staat het werk af te ronden. Uiteindelijk, na zelfs een hypnosebehandeling ondergaan te hebben bij de arts dr. Nicolai Dahl, begon Rachmaninov weer met componeren, resulterend in het beroemde (aan Dahl opgedragen) tweede pianoconcert in c mineur (op. 18). Kort daarop schreef hij de sonate voor cello en piano (op. 19), die tegenwoordig als een van de belangrijkste cellowerken van de 20e eeuw wordt beschouwd. Hij vierde grootse triomfen in Europa, met name in Londen. Van 1904 tot 1906 dirigeerde hij aan het beroemde Bolsjojtheater en was daarna drie jaar in Dresden werkzaam.
In 1909 ondernam hij zijn eerste reis naar de Verenigde Staten van Amerika, waar hij na de revolutie van 1917 vaak verbleef. In 1909 ontstond ook het virtuoze en vooral in Amerika succesvolle derde pianoconcert (op. 30), waarvan de tweede uitvoering door Gustav Mahler werd gedirigeerd. In 1934 vestigde Rachmaninov zich definitief in de Verenigde Staten. Van daaruit ondernam hij vele concertreizen. Hij heeft ook samen met Vladimir Horowitz gespeeld, maar daar zijn nooit opnames van gemaakt.
Sergej Rachmaninov overleed op 69-jarige leeftijd in Beverly Hills in Californië.

## Componist
De eerste composities schreef Rachmaninov rond zijn tiende. Zijn grote voorbeeld was toen Pjotr Iljitsj Tsjaikovski. Hij maakte onder meer op twaalfjarige leeftijd een pianotranscriptie van diens Manfred. Hoewel hij voor het grootste deel van zijn leven in de 20e eeuw leefde, is zijn muziek geïnspireerd op de grote voorbeelden van de 19e-eeuwse romantiek. Rachmaninov heeft zijn leven lang in de stijl van de Russische laatromantiek gecomponeerd, en hem werd wel verweten dat hij niet zoals Stravinsky "moderne muziek" is gaan schrijven. In zijn symfonische muziek is Rachmaninov sterk beïnvloed door de grote Russische romantici (Tsjaikovski en Rimski-Korsakov), in zijn pianomuziek door Liszt en Chopin. Rachmaninov is tegenwoordig bekend om zijn fascinerende pianomuziek, die de reputatie heeft technisch zeer moeilijk te zijn. Bekend zijn de Préludes op. 23 en 32, zijn Études-Tableaux op. 33 en 39. Hij was zelf dan ook een uitstekend pianist (zie verderop). Veelal is om die reden verondersteld dat Rachmaninov - net als Chopin - vooral een pianocomponist was, maar het tegendeel is waar. Hij heeft vele genres beoefend: symfonieën, opera's, koorwerken, liederen, symfonische gedichten, transcripties en kamermuziek. Vele van die werken waren succesvol en worden tegenwoordig nog steeds uitgevoerd. Rachmaninov was erg perfectionistisch en heeft zijn hele leven lang wijzigingen in zijn werken aangebracht, vooral zijn eerste pianoconcert en zijn tweede pianosonate (op. 36) hebben veranderingen ondergaan, maar bijvoorbeeld ook Variaties op een thema van Chopin (op. 22).
Men zegt wel dat, als gevolg van zijn drukke bestaan als uitvoerend musicus en dirigent, Rachmaninov relatief weinig gecomponeerd heeft; vooral de laatste 20 jaar van zijn leven zou hij behalve zijn vierde pianoconcert (op. 40) vrij weinig gecomponeerd hebben. Zijn kleinzoon maakte echter eind 2007 bekend dat zijn grootvader zo'n 170 composities heeft geschreven (terwijl er maar zo'n vijftigtal bekend zijn). Tot de latere composities behoren de Variaties op een thema van Corelli, (op. 42), Rapsodie op een thema van Paganini (op. 43), de derde symfonie (op. 44) en de Symfonische dansen (op. 45) - stuk voor stuk werken die repertoire hebben gehouden.

## Uitvoerend musicus en dirigent
Rachmaninov was eveneens als uitvoerend musicus succesvol, en wordt door sommigen beschouwd als een van de belangrijkste pianisten van de 20e eeuw. In zijn tijd was hij meer bekend als uitvoerend musicus dan als componist. In zijn pianospel werd hij geïnspireerd door onder anderen Anton Rubinstein, die hij als conservatoriumstudent meerdere malen heeft zien spelen. Rachmaninov had extreem grote handen, waardoor hij in staat was een duodeciem (octaafkwint) te overspannen, en zeer lange, dunne maar sterke vingers, waarmee hij gemakkelijk de meest ingewikkelde akkoorden kon spelen. Met name de techniek van zijn linkerhand was ongebruikelijk sterk. In tegenstelling tot het wat brijige spel van veel pianisten door te royaal gebruik van het pedaal of gewoon te weinig vingervaardigheid, waren Rachmaninovs vertolkingen altijd kristalhelder; een kunst die hij alleen met Josef Hofmann deelde. Voor zijn concerten koos hij veelal stukken uit het bekende romantische repertoire (Beethoven, Schumann, Brahms, Liszt, Tsjaikovski, etc.) en eigen werken. Hij gold in zijn tijd als vooraanstaand Chopinvertolker. Van zijn uitvoeringen van het werk van Chopin bestaan nog diverse opnamen. Rachmaninov heeft tijdens zijn leven als pianist en dirigent door heel Europa en Amerika getoerd.

## Privéleven

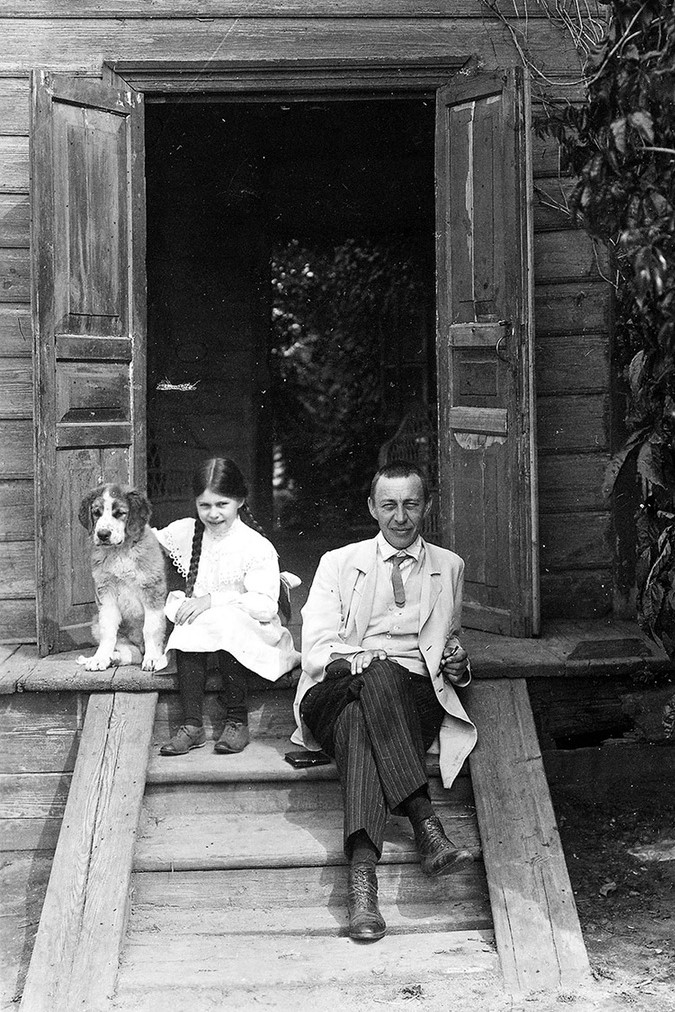
Rachmaninov met dochter Irina op het landgoed Ivanovka, 1912

In zijn jeugd verbleef hij vaak bij zijn oma, en op het landgoed Ivanovka, het zomerverblijf van de familie. Daar ontmoette hij Natalia Aleksandrovna Satina (1877-1951). Op 12 mei 1902 trouwden ze en het echtpaar kreeg twee dochters: Irina (1903-1969) en Tatiana (1907-1961). Rachmaninov hechtte veel waarde aan het gezins- en familieleven en genoot van zijn kinderen en kleinkinderen. Tussen de drukke concertseizoenen door vormden zij zijn ontspanning. Ook ontving het gastvrije echtpaar dan vele vrienden die dikwijls bleven logeren.
Na hun vlucht in 1917 voor het bolsjewisme heeft Rachmaninov zich nooit meer zo thuis gevoeld als op Ivanovka. Hij heeft sindsdien altijd geprobeerd een plek te vinden met een vergelijkbare sfeer en omgeving. In 1932 kocht de familie een bosrijk gebied aan het Vierwaldstättersee, nabij Luzern, waar zij een luxueuze villa lieten bouwen. Twee jaar later was de bouw voltooid en werd het gebouw Senar gedoopt (Sergei, Natalya Rachmaninov). Eindelijk had Rachmaninov na jaren zwerven weer een thuis in het politiek "veilige" Zwitserland. Rachmaninov had een liefde voor auto's en had bij Senar een motorboot, waarmee hij vaak op het meer ging varen. In 1942 nam het echtpaar zijn intrek in een monumentaal huis in Beverly Hills. Daar zou Rachmaninov blijven wonen tot zijn dood in 1943.

## Opnames
Rachmaninov heeft een groot aantal opnames van eigen en andermans werk gemaakt. Opgenomen zijn onder andere zijn derde symfonie, zijn vier pianoconcerten, Rapsodie op een thema van Paganini en de bekende prelude in cis mineur (op. 3 nr. 2). Veel opnames werden verzorgd door de Victor Talking Machine Company. Bij de opnames van zijn symfonische muziek (Isle of the Dead, 3e symfonie, Russische liederen) dirigeert Rachmaninov. Bij de werken voor piano en orkest (de vier pianoconcerten en Rapsodie op een thema van Paganini) is Rachmaninov solist en is de directie in handen van iemand anders (1e en 2e pianoconcert: Leopold Stokowski, 3e en 4e: Eugene Ormandy). In 1992 verschenen al Rachmaninovs opnames op cd.
Overzicht van Rachmaninovs opgenomen eigen werken:
- Pianoconcert nr. 1 in fis mineur, Op. 1

- Morceaux de Fantaisie, Op. 3
  - Nr. 2: Prélude in cis mineur
  - Nr. 3: Mélodie in E majeur
  - Nr. 4: Polichinelle in fis mineur
  - Nr. 5: Sérenade in bes mineur
- Morceaux de salon, Op. 10
  - Nr. 5: Humorèsque in G majeur
- Moments Musicaux, Op. 16
  - Nr. 2 in es mineur
- Pianoconcert nr. 2 in c mineur, Op. 18
- Préludes Op. 23
  - Nr. 5 in g mineur
  - Nr. 10 in Ges majeur
- Dodeneiland, Op. 29
- Pianoconcert nr. 3 in d mineur, Op. 30
- Préludes, Op. 32

- - Nr. 3 in E majeur
  - Nr. 5 in G majeur
  - Nr. 6 in f mineur
  - Nr. 7 in F majeur
  - Nr. 12 in gis mineur
- Études-Tableaux, Op. 33
  - Nr. 2 in C majeur
  - Nr. 7 in g mineur

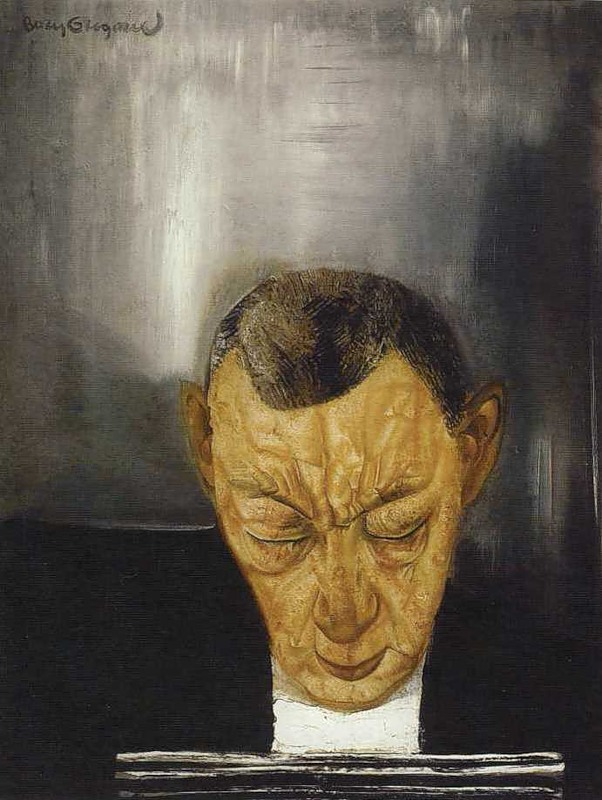
Rachmaninov, door Boris Grigorjev

- Vocalise (orkesttransciptie van het gelijknamige [tekstloze] lied Op. 34 nr. 14)
- Études-Tableaux, Op. 39
  - Nr. 6 in a mineur
- Pianoconcert nr. 4 in g mineur, Op. 40
- Rapsodie op een thema van Paganini in a mineur, Op. 43
- Symfonie nr. 3 in a mineur, Op. 44
- Pianotranscriptie van Modest Moessorgski's Gopak uit diens opera De Jaarmarkt van Sorotsjinski

## Trivia
- Rachmaninov is in de loop van zijn carrière de beroemde prelude in cis op. 3 nr. 2 gaan haten, omdat het telkens weer als toegift werd gevraagd. Hij verwees naar het stuk als Frankenstein omdat het stuk volgens hem geen enkele emotie vertoonde.[bron?]
- Rachmaninov zou eens gezegd hebben dat hij het pianoconcert in a van Grieg het beste pianoconcert vond dat hij ooit had gehoord.[1]
- Rachmaninov stond er bij familie en vrienden om bekend nogal een plaaggeest te zijn. A.J. Swan beschrijft in zijn herinneringen aan Rachmaninov (Musical Quarterly vol. 30, 1944) de familietraditie om op het landgoed champignons te gaan zoeken. Swan merkte op dat hij in de omtrek nergens champignons had waargenomen, waarop Rachmaninov zei dat de hele tuin er vol mee stond, en dat hij niet kon begrijpen dat iemand zoiets over het hoofd had kunnen zien. Toen ze die wilden plukken, bleek dat de champignons los in de grond waren gestoken (Rachmaninov - die altijd vroeg opstond - had ze bij zijn ochtendwandeling gevonden en vlak bij het huis "geplant").
- Toen de violist Fritz Kreisler bij een uitvoering van Griegs 3e sonate voor viool en piano de draad kwijt was, vroeg hij fluisterend aan Rachmaninov (die hem op de piano begeleidde): Waar zijn we? Zonder een noot te missen antwoordde Rachmaninov: In Carnegie Hall![bron?]
- Het derde pianoconcert, genoemd "The Rach 3", is prominent aanwezig in de film Shine (1996) in een biografisch verhaal van de Australische pianist David Helfgott.
- Het derde pianoconcert werd in 2007 viermaal door finalisten uitgevoerd in de Koningin Elisabethwedstrijd te Brussel.
- Rachmaninov is ook een wodkamerk.